# Lacão com grelos

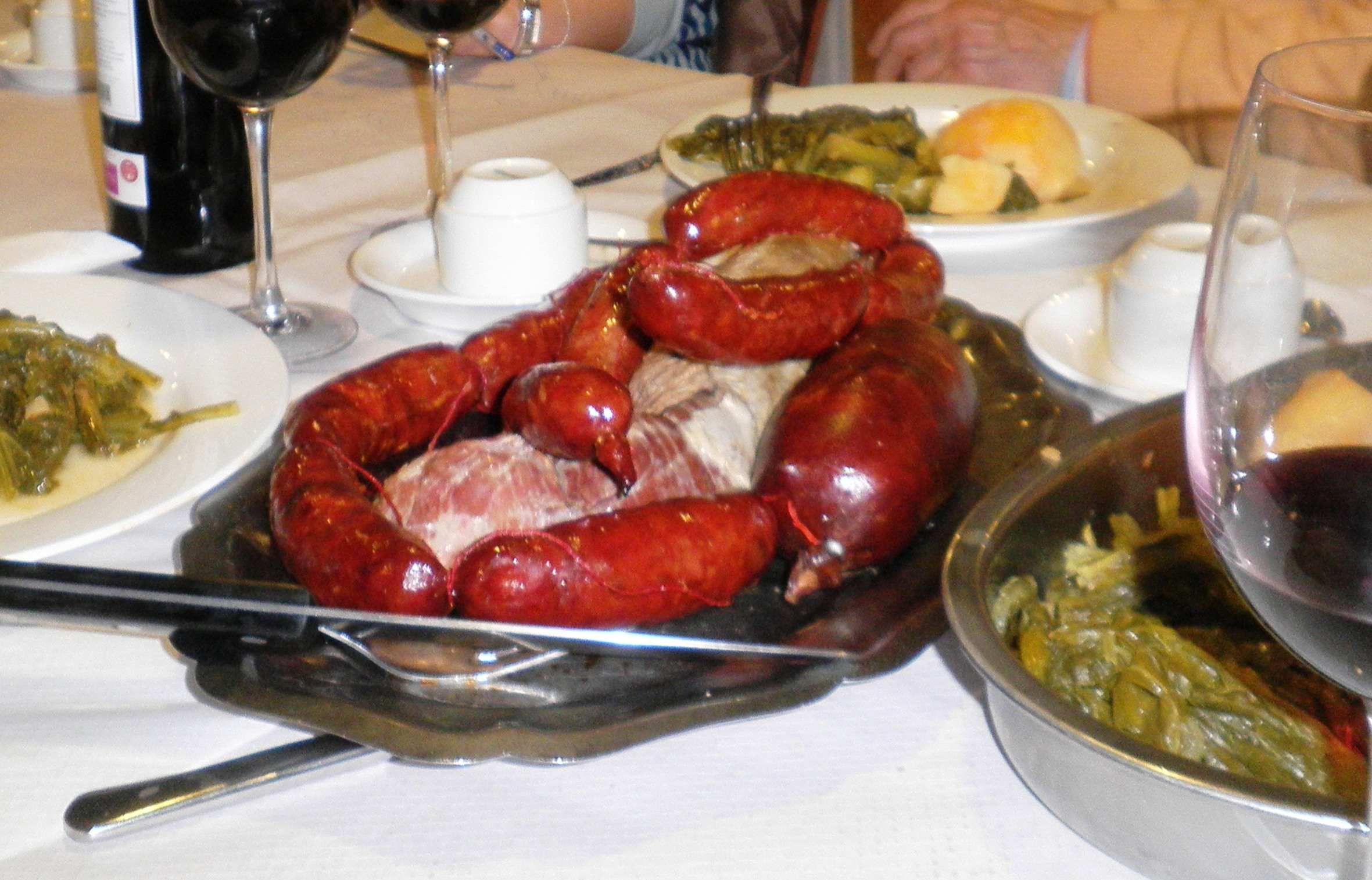
Lacão com grelos

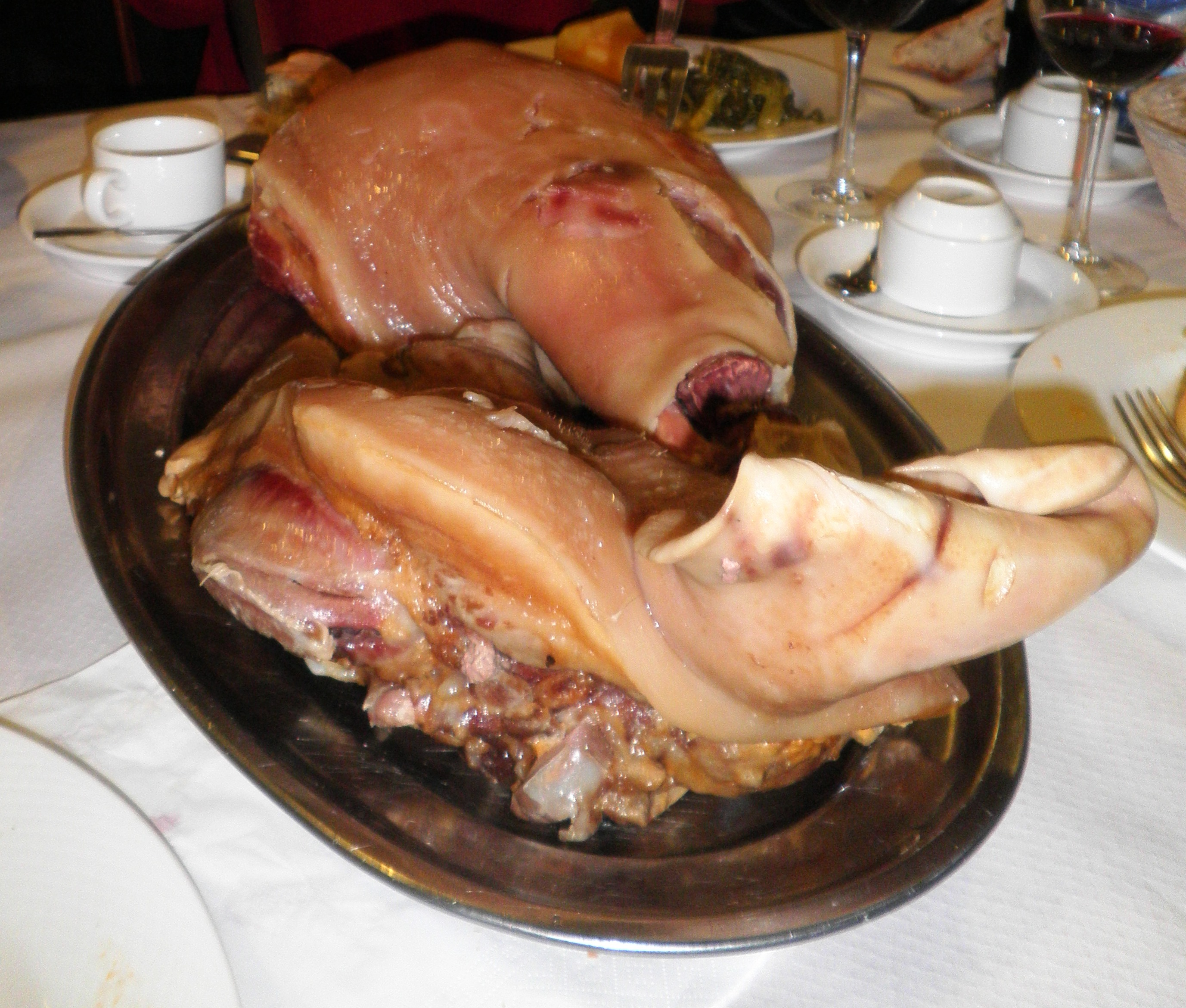
Lacão e cabeça de porco ('cachucha)

O lacão com grelos (em galego: lacón con grelos) é um prato típico da cozinha galega que consiste num cozido à base de lacão, chouriço, batatas cozidas com casca (cachelos) e grelos. Por vezes o lacão é substituído ou acompanhado por orelha ou cabeça de porco (cachucha) ou costelas deste animal e ou, antes do fim do ano, em vez de grelos são usadas nabiças; pode também incluir outras verduras.
É um dos pratos mais representativos da Galiza; segundo o escritor e eminente gastrónomo Álvaro Cunqueiro, é mesmo o prato maior da cozinha galega. Para Jorge-Víctor Sueiro, o cozido e a allada (alhada) são os pratos mais "universais" da culinária da Galiza.
O lacão é um derivado do porco, produzido de forma semelhante ao presunto, mas usando as patas dianteiras do animal e um processo de preparação mais curto, que tipicamente dura entre 15 e 35 dias. Tanto o lacão como os grelos galegos estão protegidos por uma Indicação Geográfica Protegida (IGP).

## História, elaboração e consumo
Antigamente, o lacón con grelos comia-se sobretudo durante o Entrudo (entroido), por ser esta a melhor época para os grelos. Mais tarde o seu período de consumo estendeu-se desde o São Martinho (11 de novembro) até à terça-feira de Carnaval (também chamada "terça-feira" lardeira, pelo muito que se comia durante o Carnaval). Nos meses de inverno é comum nos restaurantes, tabernas, casas particulares e em jantares de grupos de amigos.

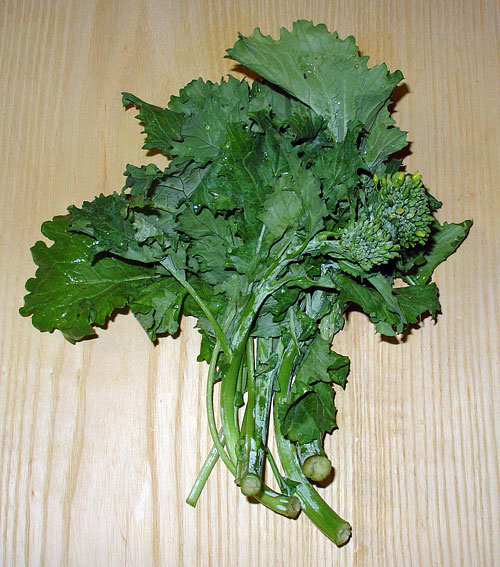
Grelos de nabo

Com os hábitos modernos de cultivar certas plantas durante quase todo o ano e com as novas técnicas de conservação, combinando nabiças e grelos, hoje já é possível encontrar este suculento prato durante todo o ano em muitos restaurantes galegos e alguns no resto de Espanha.
Os principais ingredientes são o lacão e os grelos, ou seja, rebentos de nabo floridos ou prestes florir, com a aparência é a de um caule mais ou menos grosso de onde saem algumas folhas e na ponta as flores. É acompanhado com chouriço, cachelos (batatas cozidas com casca), orelha ou cabeça de porco (cachucha) e toucinho (se o lacão não tem demasiada gordura ou é do gosto dos comensais).
A preparação começa com a dessalgação, pondo o lacão de molho em água durante dois ou três dias. O lacão é posto a cozer durante uma a duas horas, adicionando-se depois os grelos, seguidos, algum tempo depois, as batatas e o chouriço. Se os grelos são de Monfero ou Lugo, convém escaldá-los antes de metê-los na panela onde se coze o lacão, para retirar o excesso de amargor; os grelos de Santiago de Compostela dispensam esta operação por não serem tão amargos.
Há quem prefira comer o lacão frio — «se possível que o sirvam assim, com puré de castanhas, mas bem espesso» — pedia Cunqueiro. O lacão se come bem frio, só ou acompanhado de grelos, estes quentes. O lacão frio também é consumido triturado, recheado ou com trufas, que é ou era uma receita comum em muitas localidades Lugo, que se encontra ou encontrava em alguns restaurantes da capital daquela província.